# Comitatul Ashe, Carolina de Nord
Comitatul Ashe este un comitat localizat în statul Carolina de Nord. La Recensământul Statelor Unite din 2000, populația era de 24384, iar la cel din 2010, de 27281.